# Larca chamberlini
Larca chamberlini är en spindeldjursart som beskrevs av Benedict och Malcolm 1978. Larca chamberlini ingår i släktet Larca och familjen Larcidae. Inga underarter finns listade i Catalogue of Life.